# Nacevo, Sofia
Nacevo (în bulgară Начево) este un sat în comuna Dragoman, regiunea Sofia,  Bulgaria. 

## Demografie
Componența etnică a satului Nacevo
     Bulgari (81,81%)
     Nicio identificare (18,18%)
     Altele (0%)
La recensământul din 2011, populația satului Nacevo era de 11 locuitori. Din punct de vedere etnic, majoritatea locuitorilor (81,81%) erau bulgari. Pentru 18,18% din locuitori nu este cunoscută apartenența etnică.